# Lovci ledových lidí
Lovci ledových lidí (francouzsky Les Chasseurs des Glaces) je čtvrtý příběh francouzského spisovatele Georgese-Jeana Arnauda ze světa Ledové společnosti vydaný v roce 1981.
Jde o postapokalyptický sci-fi román o 17 kapitolách zasazený do prostředí Nové doby ledové.
Česky vydalo knihu nakladatelství Najáda Praha v roce 1993.

## Postavy
- Floa Sadon – dcera guvernéra 17. provincie, bývalá snoubenka Liena Raga.
- Harl Mern – etnolog, zabývá se výzkumem Zrzavých lidí. Je povolán do sběrného střediska pro Zrzavé lidi Siding Station.
- Jdrou – Zrzavá dívka, do níž se Lien Rag zamiloval.
- Juan Serda – veterinář v Siding Station.
- Lena Hansen – žena Pietra Hansena.
- Lien Rag – hlavní postava příběhu, glaciolog, dezertoval ze služeb Transevropské společnosti a nyní pátrá po Zrzavé dívce Jdrou.
- Mul Finn – vedoucí stanice Siding Station, kde je umístěno sběrné středisko pro více než 100 000 Zrzavých lidí.
- Pietr Hansen – dřevorubec a majitel pily. Jeho žena Lena byla znásilněna lovci, kteří pak unesli Zrzavé lidi, které zaměstnával, mezi nimi i Jdrou.
- Target – člen party lovců, po nichž pátrá Pietr Hansen v touze po pomstě.
- Wukro – vůdce lovců, kteří přepadli Hansenovu pilu.
- Yeuze Semper – kabaretní zpěvačka a Lienova dobrá přítelkyně.

## Námět
Celé kmeny Zrzavých lidí migrují a Společnost přichází o pracovní sílu na odklízení ledu z kopulí měst. Najímá tedy lovce, kteří Zrzavé odchytávají a předávají do zřízeného tábora. Poté, co lovci unesou i klan Zrzavých lidí, kteří pracují na pile Pietra Hansena, Lien Rag se vydává hledat Zrzavou dívku Jdrou, do níž se zamiloval.

## Děj
Lien Rag zběhl ze služeb Transevropské společnosti a nechal se zaměstnat na pile Pietra Hansena. Hansen zaměstnává i klan Zrzavých lidí, do něhož patří i Jdrou, dívka, do které se bývalý glaciolog Lien zamiloval. 

Pietr jede s Lienem do stanice Wood Station prodat dřevo. Cestou míjí vlaky s klecemi. Zatím nemají tušení, k čemu klece slouží.

Lien Rag to zjistí, jakmile se vrátí na pilu. Hansen zůstal ještě ve Wood Station. Lien najde spoutanou a znásilněnou Lenu. Řekne mu, že Zrzavé lidi odvlekli lovci a vzpomene si na jméno Wukro. Lien Rag se vydává hledat Jdrou, dívku svého srdce.
Společnost vydala příkazy k odchytu Zrzavých lidí, neboť dochází k hromadění ledu na kupolích měst. Lovci jsou dobře placeni a ačkoli je zákaz používat násilí, dochází k úmrtím. Sadonova vláda zřídila velké záchytné středisko v Siding Station. Do tábora je povolán Harl Mern, etnolog, jenž má zajistit, aby se kmeny pokud možno nerozdělovaly. Etnolog se snaží Zrzavým lidem zajistit lepší podmínky a narazí na Jdrou. Vzpomene si, že to je dívka, která okouzlila jeho přítele Liena Raga. Jdrou je těhotná.
Lien mezitím v G.S.Station zachytí stopu brutálních lovců. Přes člověka jménem Vanderen se dostane k Targetovi, jenž se účastnil přepadení na pile. Je to nebezpečná hra a Lien musí být opatrný, pokud se chce dozvědět nějaké informace. To už se ale k Targentovi dostane i Pietr Hansen a rozseká jej, čímž překazá Lienovi plány na získání dalších informací.
Harl Mern zjistí, že družina kolem Jdrou má opustit stanici. Rád by ve snaze pomoci Lienovi vymyslel způsob, jak tomu zabránit, ale má svázané ruce. Juan Serda mu poradí, že může podplatit vlakvedoucího, který je poveze.

Lien Rag je zatčen Bezpečností a odsouzen za zběhnutí. Snaží se využít vlivu svých známostí a přátel, nicméně je to pomalý proces. Do trestaneckého vlaku se dostane jako hlídač i Pietr Hansen, jenž se dozvěděl, že je zde umístěn na samotce Wukro, vůdce lovců. Jeho motivem je zabít všechny členy party, která přepadla jeho pilu.
Lienu nakonec vyjde vstříc jeho bývalá snoubenka Floa Sadon i Yeuze, která zorganizuje jeho útěk s Pietrem Hansenem. Floa Sadon jej informuje o akcích železničního piráta Kurtse, jenž vysvobozuje Zrzavé lidi.
Lien se ukryje v kabaretu, kde působí Yeuze a přijme roli herce převlečeného za Zrzavého muže.
Kmen Jdrou byl převezen do Purple Station k čištění kopulí. Lien se to dozví a setká se tam s ní. Jdrou jej zavede do jeskyně vyhrabané v ledu a ukáže mu dítě. Jeho otcem je Lien.